# 神奈川県立永谷高等学校
神奈川県立永谷高等学校（かながわけんりつ ながやこうとうがっこう）は、神奈川県横浜市港南区下永谷にある公立高等学校である。

## 設置学科
- 全日制課程
  - 普通科

## 沿革
- 1986年（昭和61年）4月 - 開校。
- 2006年（平成18年）4月 - 創立20周年。

## 部活動
- 運動系
  - サッカー部、バスケットボール部、テニス部、硬式野球部、バレーボール部、バドミントン部、陸上競技部、剣道部、水泳部、ハンドボール部、柔道部、卓球同好会、ダンス同好会
- 文化系
  - 美術部、吹奏楽部、茶道部、華道部、囲碁・将棋部、JRC、軽音楽部、CIA、演劇同好会、料理同好会、コンピューター同好会、文芸同好会

## 交通
出典 : 
| 乗車駅              | 系統          | 下車停留所          | 運行事業者 |
| ------------------- | ------------- | ------------------- | ---------- |
| 京急線 上大岡駅     | 30・71・上202 | 「中永谷」、徒歩6分 | ■神奈中    |
| JR横須賀線 東戸塚駅 | 東12          | 「中永谷」、徒歩6分 | ■神奈中    |
| JR根岸線 港南台駅   | 港95          | 「中永谷」、徒歩6分 | ■神奈中    |

- 横浜市営地下鉄ブルーライン 下永谷駅から徒歩25分

## 著名な出身者
- 杏さゆり - タレント
- 木村有希ゆきぽよ - モデル
- 木村友美ゆみちぃ-モデル
- 坂田大輔 - 元プロサッカー選手
- 赤羽奈津代 NATSU - 元センチメンタル・バスのボーカル。現Dt.
- 入船亭扇里 - 落語家